# Heinrich von Kaufmann-Asser

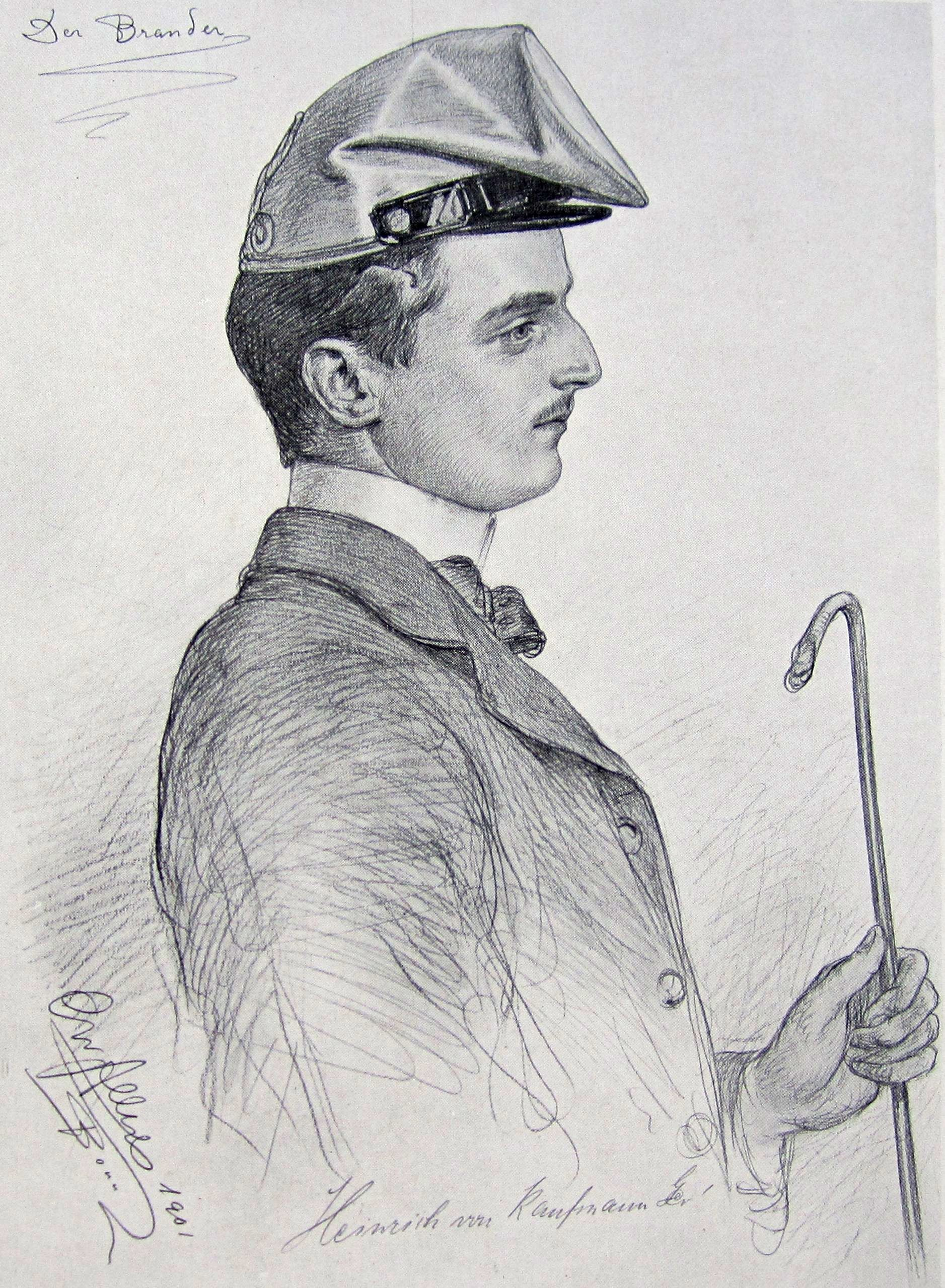
Als Student (1902)

Heinrich Jakob Emil Robert Ritter von Kaufmann-Asser (* 1. August 1882 in Aachen; † 17. Februar 1954 in Wiesbaden) war ein deutscher Ministerialbeamter und Diplomat der Weimarer Republik. Er wurde 1933 aufgrund seiner jüdischen Abstammung entlassen. 

## Leben

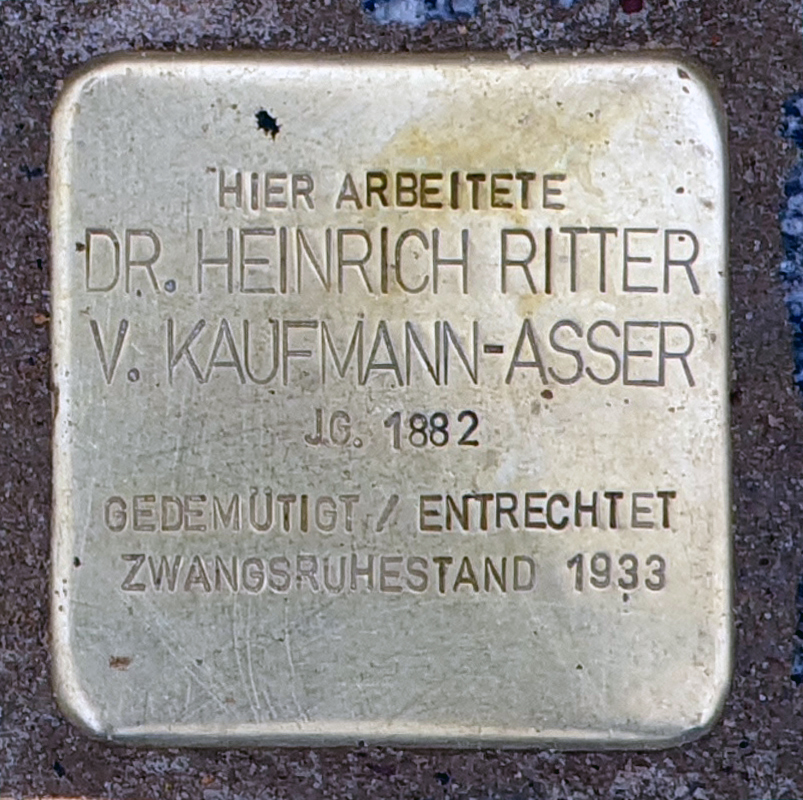
Stolperstein am Haus, Wilhelmstraße 92, in Berlin-Mitte

Kaufmann-Asser studierte an den Universitäten von Bonn und Heidelberg Rechtswissenschaft. Er wurde im Corps Guestphalia Bonn (1900) und im Corps Guestphalia Heidelberg (1901) aktiv. 1904 wurde er in Heidelberg mit einer Arbeit über die Verteilung von Gewinn und Verlust bei der offenen Handelsgesellschaft zum Dr. iur. promoviert. 1912 trat er in den Auswärtigen Dienst ein. Als Einjährig-Freiwilliger nahm er am Ersten Weltkrieg teil, wurde in der Zivilverwaltung für das besetzte Belgien eingesetzt. Er schied als Rittmeister aus und kehrte in den Auswärtigen Dienst zurück, in dem er u. a. in Chile und Brasilien tätig war. Vom 3. Juni bis 17. August 1932 war Kaufmann-Asser als Ministerialdirektor Leiter der Vereinigten Presseabteilung der Reichsregierung. Vom 21. Januar 1933 an war er deutscher Botschafter in Argentinien. Nach der Machtübergabe an die Nationalsozialisten in Deutschland wurde er auf Grund seiner jüdischen Abstammung am 3. August 1933 abberufen und durch Edmund von Thermann ersetzt.
Von Kaufmann-Asser war mit Erica von Breitenbach verheiratet, Tochter des preußischen Politikers Paul von Breitenbach. Sein Vater war der Nationalökonom und Rechtswissenschaftler Richard von Kaufmann-Asser, sein Bruder der Arzt und Filmproduzent Wilhelm von Kaufmann.
Am 5. November 2021 wurde vor dem ehemaligen deutschen Außenministerium in der Wilhelmstraße 92 in Berlin-Mitte ein Stolperstein für ihn verlegt.